# Lepyrus capucinus
Lepyrus capucinus är en skalbaggsart som först beskrevs av Johann Gottlieb Schaller 1783.  Lepyrus capucinus ingår i släktet Lepyrus, och familjen vivlar. Enligt den svenska rödlistan är arten nära hotad i Sverige. Arten förekommer i Götaland, Gotland och Öland. Artens livsmiljö är jordbrukslandskap, stadsmiljö.